# Melsungen
Melsungen (pronunciación en alemán: /ˈmɛlzʊŋən/ⓘ) es un municipio situado en el distrito de Schwalm-Eder, en el estado federado de Hesse (Alemania). Su población estimada a finales de 2016 era de 13 647 habitantes.
Se encuentra ubicado en la zona centro-norte del estado, entre los ríos Fulda y Eder.